# Luc Devroe
Luc Devroe, né le 15 décembre 1965 à Bruxelles, est un footballeur belge (gardien de but) et directeur sportif auprès de plusieurs clubs en Flandre occidentale. 

## Carrière
Né à Bruxelles, Devroe découvre le football à six ans, à Strombeek. Après le déménagement de ses parents à Harelbeke, il rejoint le club local. Il a alors dix ans. En 1982, il arrive au FC Bruges. Troisième gardien en 1986 après Birger Jensen et Philippe Vande Walle, il est jugé insuffisant et quitte le club en 1988. Il évolue ensuite à Saint-Nicolas avant de mettre un terme à sa carrière à trente ans, au KV Ostende.
Sa carrière terminée, il devint entraîneur des gardiens de but puis directeur sportif au KV Ostende. Il rejoignit ensuite le KSV Roulers en 2001, puis le FC Bruges en 2007, toujours comme directeur sportif. 
Le 17 janvier 2011, il payait les mauvais résultats du club brugeois et fut limogé. Le 14 juin de la même année il revint à Roulers, y retrouvant le poste de directeur sportif.
Le 5 avril 2018, il est engagé par Marc Coucke et devient manager du RSC Anderlecht.
Le 16 janvier 2019, le  RSC Anderlecht annonce son départ. «Il y avait un doublon de fonction», a expliqué Michael Verschueren, le directeur sportif. En effet, Frank Arnesen occupe une fonction similaire au sein du club depuis le 3 janvier 2019.

## Clubs
- 1971-1975 : FC Strombeek  Belgique
- 1975-1982 : KRC Harelbeke  Belgique
- 1982-1988 : FC Bruges  Belgique
- 1988-1990 : K Sint-Niklase SK  Belgique
- 1990-1995 : KV Ostende  Belgique